# Chorizagrotis nyctopis
Chorizagrotis nyctopis là một loài bướm đêm trong họ Noctuidae.